# Jakub Mareczko
Jakub Mareczko   (Jarosław, 30 d'abril de 1994) és un ciclista polonès de naixement, però amb nacionalitat italiana. Bon esprintador, corre amb l'equip Team Corratec - Vini Fantini. En el seu palmarès destaquen la general de la Volta al llac Taihu de 2015 i 2017 i algunes etapes en curses d'una setmana. També el bronze en la cursa en ruta sub-23 als Campionats del món de 2016.

## Palmarès
- 2014
  - 1r a la Vicenza-Bionde
  - 1r al Circuit del Porto-Trofeo Arvedi
  - 1r al Trofeu Ciutat de Castelfidardo
  - 1r a la Copa Ciutat de Melzo
  - 1r al Trofeu Antonietto Rancilio
- 2015
  - 1r a la Volta al llac Taihu i vencedor de 7 etapes
  - Vencedor de 2 etapes a la Volta al Táchira
  - Vencedor de 2 etapes a la Volta a Veneçuela
  - Vencedor d'una etapa al Tour de Hainan
- 2016
  - 1r al Tour dels Aiguamolls costaners de Yancheng
  - Vencedor d'una etapa al Tour de San Luis
  - Vencedor d'una etapa al Tour de Langkawi
  - Vencedor d'una etapa a la Setmana Internacional de Coppi i Bartali
  - Vencedor de 2 etapes a la Volta a Turquia
  - Vencedor de 3 etapes a la Volta al llac Qinghai
  - Vencedor de 3 etapes a la Volta al llac Taihu
- 2017
  - 1r a la Volta al llac Taihu i vencedor de 5 etapes
  - Vencedor de 2 etapes al Tour de Langkawi
  - Vencedor d'una etapa al Tour de Bretanya
  - Vencedor de 5 etapes al Tour de Hainan
- 2018
  - Vencedor de 2 etapes al Sharjah International Cycling Tour
  - Vencedor de 4 etapes a la Volta al Marroc
  - Vencedor d'una etapa a la Volta a la Xina II
  - Vencedor de 3 etapes a la Volta al llac Taihu
- 2020
  - Vencedor de 3 etapes a la Volta a Hongria
- 2021
  - 1r a l'Umag Trophy
  - Vencedor d'una etapa a la Setmana Internacional de Coppi i Bartali
- 2022
  - Vencedor d'una etapa al Tour d'Antalya
  - Vencedor d'una etapa al ZLM Tour
  - Vencedor d'una etapa al Tour de Langkawi
- 2023
  - Vencedor d'una etapa al Tour de Bretanya
  - Vencedor d'una etapa al ZLM Tour
- 2024
  - 1r al Circuit del Porto-Trofeu Arvedi
  - Vencedor d'una etapa a la Volta a Grècia
- 2025
  - Vencedor d'una etapa al Tour de Mersin

### Resultats al Giro d'Itàlia
- 2016. Abandona (5a etapa)
- 2017. No surt (14a etapa)
- 2018. Abandona (9a etapa)
- 2019. Fora de control (12a etapa)
- 2022. Abandona (4a etapa)

### Resultats a la Volta a Espanya
- 2020. Abandona (11a etapa)